# كتة غوش
كتة غوش (بالفارسية: کته گوش) هي قرية تقع في قسم بالابند الريفي في إيران. يقدر عدد سكانها بـ 28 نسمة بحسب إحصاء 2016.